# 해성중학교 축구부
해성중학교 축구부는 경상남도 남해군에 위치한 해성중학교의 축구부이다. 해성중학교가 운영하는 축구부로 2004년에 창단하였다.

## 같이 보기
- 경희중학교

## 참고 자료
화제의 팀 남해해성중' 폐교 직전 학교에서 지역 명문팀으로 발돋음